# 25115 Drago
25115 Drago este un asteroid din centura principală de asteroizi.

## Descriere
25115 Drago este un asteroid din centura principală de asteroizi. A fost descoperit pe 14 septembrie 1998 la Socorro, New Mexico, în cadrul proiectului LINEAR. Asteroidul prezintă o orbită caracterizată de o semiaxă mare de 2,80 ua, o excentricitate de 0,03 și o înclinație de 2,8° în raport cu ecliptica.